# 坂本博之
坂本 博之（さかもと ひろゆき、1970年12月30日 - ）は、日本の元プロボクサー。福岡県田川市出身。
太い骨格から放たれるパワーのあるパンチで「平成のKOキング」「和製デュラン」とも呼ばれた。日本ならびに東洋太平洋ライト級王座を獲得し、世界ランキングは最高でWBCライト級1位。

## 人物
幼少時に両親が離婚し、親類に預けられた。生活は極貧だったといい、トイレを使わせてもらえない等の虐待も受けたという。食事は学校の給食のみで、「休みの日は、弟と一緒にザリガニを捕まえ食したこともある。」と坂本は後に語っている。その後、弟が栄養失調で倒れた事をきっかけに虐待が発覚。坂本は弟と共に、福岡市東区の養護施設『和白青松園』に預けられた。児童養護施設に入ってからしばらくしたある日、テレビでボクシングの試合を見たことがきっかけで、プロボクサーを志すようになる。
クラシック音楽が好きで、現役時代は自身の入場曲にもクラシック音楽を使っていた。主な入場曲はドヴォルザークの交響曲第9番ホ短調「新世界より」第4楽章。
畑山隆則が今まで戦った相手で坂本博之のパンチが1番強烈だったと告白している。

## 来歴

### ライト級
福岡市立和白小学校卒業。埼玉県の高校卒業と同時に上京、名伯楽・勝又行雄にその才能を認められ、勝又ジム認可後同ジム所属となる。OPBF王座獲得まで同ジムで活躍し、その後角海老宝石ジムに移籍した。
1991年12月14日、プロデビュー戦で初回KO勝ち。
1992年12月18日に東日本ライト級新人王、翌1993年2月20日には、全日本同級新人王に輝き、全日本新人王決定戦MVPにも輝いた。
同年12月13日、日本王座初挑戦。日本ライト級王者リック吉村（石川ジム/米国出身）に挑み、9回TKO勝ちを収め、王座獲得に成功。翌1994年2月5日には初防衛を果たす。
同年8月6日、1階級上の日本スーパーライト級王者桑田弘（進光ジム）と対戦し、10回TKO勝ち。この試合後、日本ライト級王座を返上。

### スーパーライト級
1995年5月6日、元WBA世界スーパーライト級王者ファン・マルチン・コッジ（アルゼンチン）とノンタイトル戦を戦うも、10回判定負け。プロ初黒星を喫した。

### ライト級復帰
1996年3月3日、OPBF東洋太平洋ライト級王座決定戦に出場し、ロジャー・ボリロス（フィリピン）を11回TKOに降し、王座獲得に成功。その後、2度の防衛に成功後、王座を返上する。
1997年7月26日、29戦目で世界初挑戦。WBC世界ライト級王者スティーブ・ジョンストン（米国）に挑んだが、12回判定で敗れ王座獲得ならず。
1998年8月23日、世界再挑戦。6月にジョンストンを破っているWBC世界ライト級王者セサール・バサン（メキシコ）に挑むが、またしても12回判定負けで王座獲得ならず。
2000年3月12日、3度目の世界挑戦。WBA世界ライト級王者ヒルベルト・セラノ（ベネズエラ）に挑む。初回、王者から2度のダウンを奪うも、2回に王者の左アッパーを受け右目を負傷。迎えた5回、傷がさらに深くなったところで4度目のドクターチェックが入り、ここで試合ストップ。TKO負けとなり、またしても王座獲得ならず。
同年10月11日、4度目の世界王座挑戦。6月にセラノを降して、WBA世界ライト級王座を獲得、日本人4人目の世界2階級制覇を達成した畑山隆則（横浜光ジム）に挑む。初回から一進一退の激しい攻防戦を繰り広げるが、迎えた10回、王者の連打を浴びたところでダウン。セコンドからタオルが投入され、4度目の挑戦も失敗に終わった。なお、この試合は後に同年の年間最高試合に選ばれた。

### スーパーライト級復帰
2002年10月5日、東洋太平洋2階級制覇を目指し、OPBF東洋太平洋スーパーライト級王者佐竹政一と対戦するも、最終12回KO負けを喫し、王座獲得ならず。その後、首・腰痛の治療を行うために長期間の休養に入る。
2005年5月12日、佐竹戦以来2年7か月ぶりの復帰戦を行うも、5回TKO負け。
その後は2006年に2試合を行い、いずれもKO勝ち。
持病の腰痛（腰椎椎間板ヘルニア）と年齢的な衰えを感じる中、「もう一度日本チャンピオンになったら引退しよう」と決意。しかし、復帰後日のスパーリングの後、「若手相手に体力負けしているのを感じた。もう自分には、畑山戦の時のような常に前に出るボクシングはできないし、日本タイトルに挑戦するだけの練習をする体力も残っていない。」と会長に告げ、引退を決意した。
2007年1月6日、プロボクサーとして最後となる、タイライト級1位カノーンスック・シットジャープライと対戦。結果は7回終了負傷判定で引き分け。

### 引退後
同年7月28日、生まれ故郷の福岡の福岡国際ホールにて引退式が行われた。その後、11月17日には後楽園ホールで引退記念興行が行われた。
2010年8月8日、東京都荒川区にSRSボクシングジムを開いた。マネージャーは第28代日本スーパーバンタム級王者で元同門の中島吉謙が務めている。

## ファイトスタイル
ボクシングスタイルは、右のファイター。
普段の優しい性格とは裏腹に、孤高のインファイターと呼ばれていた通り、ピーカーブースタイルで相手に突進し、相手のパンチを恐れず、ひたすら前に突っ込んでいき、パワーを活かした破壊力のあるパンチを相手に喰らわせ、壮絶な打ち合いを行うという、まさに勇猛果敢なインファイトを展開した。
このようなファイトスタイルには、「子供達（特に、自分と同じ様に児童養護施設に預けられたり、不遇な経験をした子供達）に自分が戦う姿を見せて、生きる希望、勇気を与えたい。」という、坂本自身の願いが込められているとされる。
得意技は左フックと右クロスカウンターで、特に左フックは坂本の最大の武器かつ代名詞ともいえる必殺技で、腰の回転を利かせ相手をなぎ倒す様に放つため鉈フックともいわれた。右拳を骨折した事が原因で、左のパンチを徹底的に練習していたために生まれた得意技とされる。その破壊力を証明したのがリック吉村戦で、リックは坂本の左フックを喰らった右肩が骨折しており、試合後に受けた手術の際、骨の欠片が２０～３０個出て来たという。
攻撃的な戦法とは裏腹に守備力も高いとされ、元々の打たれ強さにピーカープースタイルで構えるガードを加え、相手のパンチを喰らっても芯を外す技術を持ち合わせていた。
現役時代は毎回10kg以上の減量に苦しんだが、「計量をパスすれば、好きなだけ食べられる。幼少期時代の飢餓（前述）に比べれば遥かにマシだった」と語っている。

## 社会貢献活動
2000年7月1日、全国の養護施設にいる子供達を支援するために「こころの青空基金」を発足。ボクシングセッションを通して子ども達と直接交流をし、声を聞き、気持ちを高め合うことで、こころの根底にあるであろう思いを吐き出させ、大人が受け止める「こころのケア」をしていく活動を行っている。
2017年、こころの青空基金の活動が評価され、日本財団が設立した、アスリートによる社会貢献活動の輪を広げていくことを目的とする「HEROs SPORTSMANSHIP for THE FUTURE」において、HEROs賞を受賞した。

## 獲得タイトル
- 第49代東日本ライト級新人王
- 第39代全日本ライト級新人王
- 第44代日本ライト級王座 (防衛1=返上)
- 第34代OPBF東洋太平洋ライト級王座(防衛1=返上)

## 著書
- 坂本博之・加茂佳子『不動心』（日本テレビ放送網、1997年7月）
- 坂本博之『ちくしょう魂（こん）児童養護施設から世界をめざして』（小学館、2001年8月)
- 田中耕『僕は運命を信じない―不滅のボクサー坂本博之物語』（西日本新聞社、2007年1月）
- 坂本博之『「運命」を跳ね返すことば 』（講談社、2011年4月）